# FC Baník Ostrava
O FC Baník Ostrava é uma equipe de futebol da parte Silésia da cidade de Ostrava, na República Tcheca. Foi fundado em 1922. Apesar de seu símbolo ser tricolor em azul, branco e vermelho, seu uniforme tem as cores azul e laranja.
Disputa suas partidas no estádio Bazaly, em Ostrava, que tem capacidade para 17.400 espectadores.
A equipe compete atualmente na primeira divisão do Campeonato Tcheco, campeonato este que venceu na temporada 2003–04. Também foi campeão tchecoslovaco nas temporadas 1975–76, 1979–80 e 1980–81. Também foi vice-campeão em 1954, 1979, 1982, 1983, 1989 e 1990.
Também foi campeão da Copa da República Tcheca em 2005, seu último título, vencendo o Slovacko por 2–1 na final. Na Copa da Tchecoslováquia, foi campeão em 1973 (vencendo o VSS Kosice), 1978 (vencendo o Jednota Trencín) e em 1991 (vencendo o Spartak Trnava). Ainda foi vice-campeão em 1979, 2004 e 2006.
Seu melhor resultado nas grandes competições européias foi a semi-final da Taça dos Clubes Vencedores de Taças na temporada 1978-79, quando foi eliminado pelo Fortuna Düsseldorf, perdendo por 1–3 na Alemanha e vencendo por 2–1 em casa.
Na Liga dos Campeões da UEFA, chegou nas quartas-de-final em 1980/81, quando foi eliminado pelo Bayern de Munique. Também alcançou as quartas-de-final da Copa da UEFA em 1974/75. Na ocasião, eliminou Real Sociedad, Nantes e Napoli. Acabou eliminado pelo Borussia Mönchengladbach.
O único título internacional do clube foi a antes muito importante (porém já decadente na época) Copa Mitropa de 1989. Na ocasião, venceu o Bologna, da Itália. Os dois jogos foram vencidos pelo clube tcheco por 2–1.
O clube revelou jogadores de renome internacional, como Milan Baroš, Tomáš Galásek, Tomáš Řepka e Marek Jankulovski.

## Nomes
- 1922 — SK Slezská Ostrava (Sportovní klub Slezská Ostrava)
- 1945 — SK Ostrava (Sportovní klub Ostrava)
- 1948 — Sokol Trojice Ostrava
- 1951 — Sokol OKD Ostrava (Sokol Ostravsko-karvinské doly Ostrava)
- 1952 — DSO Baník Ostrava (Dobrovolná sportovní organizace Baník Ostrava)
- 1961 — TJ Baník Ostrava (Tělovýchovná jednota Baník Ostrava)
- 1970 — TJ Baník Ostrava OKD (Tělovýchovná jednota Baník Ostrava Ostravsko-karvinské doly)
- 1990 — FC Baník Ostrava (Football Club Baník Ostrava, a.s.)
- 1994 — FC Baník Ostrava Tango (Football Club Baník Ostrava Tango, a.s.)
- 1995 — FC Baník Ostrava (Football Club Baník Ostrava, a.s.)

## Títulos
- 4 Campeonatos Nacionais:
  - Campeonato Tcheco: 1 (2004);
  - Campeonato Tchecoslovaco: 3 (1976, 1980, 1981);
- 4 Copas Nacionais:
  - Copa da Tchéquia: 1 (2005);
  - Copa da Tchecoslováquia: 8 (1973, 1978, 1991).

- 1 Título Internacional:
  - Copa Mitropa: 1 (1989).